# Rhytidodus viridiflavus
Rhytidodus viridiflavus är en insektsart som beskrevs av Dubovsky 1966. Rhytidodus viridiflavus ingår i släktet Rhytidodus och familjen dvärgstritar. Inga underarter finns listade i Catalogue of Life.